# Otto Dempwolff
Otto Dempwolff (Pillau, 25 maggio 1871 – Amburgo, 27 novembre 1938) è stato un linguista e antropologo tedesco, celebre soprattutto per il contributo dato allo studio delle lingue austronesiane. Ha insegnato all'università di Amburgo.
È stato il primo a pubblicare una teoria complessiva relativa a molte lingue parlate sulle isole del sud-est asiatico e nell'Oceano Pacifico ed a cercare di tracciare, per queste ultime, una protolingua comune (lingua proto-oceanica). Fondamentali in questo senso i tre volumi pubblicati tra il 1934 ed il 1938, Vergleichende Lautlehre des austronesischen Wortschatzes (Fonologia comparata del vocabolario austronesiano).